# 懷廷岩
懷廷岩（英語：Whiting Rocks）是南極洲的岩石，位於葛拉漢地對開海域，屬於威廉群島中阿根廷群島的一部分，由英國南極名稱諮詢委員會命名，現時由南極條約體系管理。